# 灵武农场
灵武农场，是中华人民共和国宁夏回族自治区銀川市灵武市下辖的一个类似乡级单位。

## 行政区划
灵武农场下辖以下地区：
场部社区、四站社区、一站村和三站村。